# 부산진구의회
부산진구의회는 부산광역시 부산진구 지역을 관할하는 기초의회이다.